# Humbligny
Humbligny é uma comuna francesa na região administrativa do Centro, no departamento de Cher. Estende-se por uma área de 20,86 km². Em 2010 a comuna tinha 187 habitantes (densidade: 9 hab./km²).